# Anton Ranzinger
Anton Ranzinger (* 13. Juni oder 18. Juni 1850 in Regen; † 3. Januar 1924 in München oder Pfarrkirchen) war ein deutscher Kirchenmaler und Restaurator.

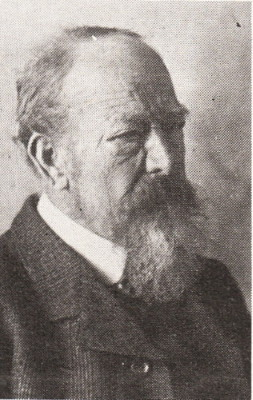
Anton Ranzinger

## Leben und Wirken
Anton Ranzinger wurde als Sohn eines Lithographen geboren und lernte bis 1868 Kunstmaler bei einem Pfarrkirchener Maler. Anschließend besuchte er die Kunstgewerbeschule in München und gründete gemeinsam mit Kaspar Lessig eine Anstalt für kirchliche Kunst in der Schillerstraße 27 in München, die von 1890 bis 1911 bestand.
Ranzinger erhielt viele staatliche Aufträge. Unter seiner Leitung wurden zahlreiche namhafte bayerische Barock- und Rokokokirchen, wie der Freisinger Dom, Vierzehnheiligen oder die Bürgersaalkirche in München, restauriert.
Er erhielt für seine Arbeit am Asam-Dom in Freising eine Titularprofessur.
Ranzinger hinterließ auch einige selbständige Gemälde, darunter Kreuzwegstationen für die Basilika St. Mauritius von Kloster Niederaltaich.

## Werke (Auswahl)
- Mariä Opferung (Pfaffendorf), Kreuzweg, Lessig & Ranzinger, 1884
- St. Laurentius (Petershausen), Deckengemälde im Langhaus mit Kaspar Lessig, 1890
- Mariä Geburt (Wartenberg) Chorgewölbe, Heilige Familie, 1895
- Herz-Jesu-Kirche in Wallerdorf (Künzing), Kreuzweg, 1900[6]
- St. Zeno (Isen), Hochaltarbild, 1904
- St. Nikolaus in Wackersberg. Hochaltarbild des Hl. Nikolaus, 1906[7]
- St. Peter (Siegertsbrunn), Ausmalung des Langhauses erfolgte mit Oskar Wieleitner 1912.
- St. Magdalena (Fürstenfeldbruck), Deckengemälde  im Chor: Noli me tangere, Fresken an der Emporenbrüstung, Altarblatt des Herz-Jesu-Altars und Restaurierung der Fresken von Ignaz Baldauf (1764), 1912/13[8][9][10]
- St. Joseph (Allershausen), Fresko Landschaft um Allershausen, 1920
- St. Peter und Paul (Sächsenheim) bei Würzburg, Deckengemälde, mit Kaspar Lessig

## Renovierungen (Auswahl)
- Frauenkirche (Günzburg), Szene mit der Dornenkrönung, 1902
- Heilig Kreuz (Schönbrunn), Deckenfresken, 1907/08[11]
- St. Leonhard (Siegertsbrunn), Restaurierung der Deckengemälde 1909
- Maria Hilf (Bad Tölz), Deckenfresken, 1910 bis 1912